# Підпільна організація «Пробоєм»
«Пробоєм» — українська підпільна студентська організація, яка проголосила своєю метою боротьбу за Самостійну соборну суверенну Україну. Члени «Пробоєм» Законом України «Про правовий статус та вшанування пам'яті борців за незалежність України у XX столітті» визнані борцями за незалежність України.

## Історія
Задум заснувати таємну групу виник у Богдана Христинича ще восени 1947 року. Христинич поділився своїми планами зі студентом-заочником англійської філології Львівського університету Богданом Чекайлом та студентом Львівської політехніки Володимиром Шилівським.
Богдан Христинич підготував програму, статут та присягу члена організації. Метою боротьби майбутньої організації було здобуття самостійності України.
Підпільна організація «Пробоєм» виникла у травні 1948 року, коли на Погулянці відбулися установчі збори організації. У зборах взяли участь Богдан Чекайло, студент юрфаку ЛДУ Юліан Колодницький. Були прийняті програма та статут, учасники склали присягу. Установчі збори ухвалили встановити зв'язки з підпіллям ОУН, та придбати друкарську машинку для виготовлення листівок.
До весни 1948 року Богдан Христинич провадив роботу для залучення в організацію нових членів, давав читати своїм однодумцям націоналістичну літературу. До організації були залучені студенти Степан Ших та Остап Уличний. Власне Ших на придбаній машинці з вересня 1948 року друкував летючки, які розповсюджували інші члени організації.
Восени 1948 року «Пробоєм» встановила зв'язок з підпіллям ОУН. У кінці 1948 року, коли за порадою підпілля ОУН, організацією «Пробоєм» активну діяльність було формально призупинено.
Проте уникнути покарання не вдалося. Так Степана Шиха було засуджено у 1950 році, а у квітні 1952 року було заарештовано Богдана Христинича, Шилівського та Чекайла. Усіх троє були засуджені на 25 років ув'язнення з позбавленням прав на 5 років, рішенням військового трибуналу військ МДБ Львівської області 20 червня 1952 року..